# Руджиносу
Руджиносу (рум. Ruginosu) — село у повіті Караш-Северін в Румунії. Входить до складу комуни Копечеле.
Село розташоване на відстані 333 км на захід від Бухареста, 24 км на північний схід від Решиці, 76 км на південний схід від Тімішоари.

## Населення
За даними перепису населення 2002 року у селі проживали 137 осіб, усі — румуни. Усі жителі села рідною мовою назвали румунську.